# Mars Society
Die Mars Society ist eine Non-Profit-Organisation, die sich für die Erforschung und Besiedlung des Planeten Mars engagiert. Gegründet wurde sie am 15. August 1998 auf der Mars Society Founding Convention in Boulder, Colorado (USA) mit einer Gründungsdeklaration aus der Mars Underground Bewegung der 1990er Jahre von Wissenschaftlern, Ingenieuren und Raumfahrtfans aus aller Welt. Präsident ist seitdem Robert Zubrin. Zu den Gründungsmitgliedern gehörten beispielsweise auch der Regisseur James Cameron und ehemalige Apollo-Astronauten. In vielen Ländern bestehen regionale Organisationen, die Chapter. 
Die Mars Society betreibt Informationsarbeit und führt eigene technisch-wissenschaftliche Projekte durch, darunter verschiedene Rover-Challenges zur Entwicklung von Mars-Rovern (unbemannte Fahrzeuge zur Mars-Erkundung). Die US-Organisation arbeitet in simulierten Mars-Habitaten in Utah (USA) und in der kanadischen Arktis auf der Devon-Insel.

## Deutschland
In Deutschland gründete sich im Oktober 2000 die Mars Society Deutschland e. V. (MSD), die gemeinnützig anerkannt ist. Die Organisation hat fast 300 Mitglieder, darunter ehemalige Astronauten, Techniker, Ärzte, Medienschaffende und Weltraum-Interessierte.
Der Vorstand besteht aktuell (Januar 2018) aus:
- Klaus Bayler (1. Vorsitzender, Projektleiter ARCHIMEDES)
- Tanja Lehmann (2. Vorsitzende)
- Nicolay Kübler (Kasse und Mitgliederbetreuung)
- Jürgen Herholz (Öffentlichkeitsarbeit)
- Lothar Karl

Die Organisation hat die Förderung der bemannten und unbemannten Erforschung des Mars zum Ziel und betreibt Informationsveranstaltungen und eigene Forschungsprojekte. Den Schwerpunkt bildet dabei die für 2018 zusammen mit AMSAT Deutschland geplante Archimedes-Marsballon-Mission.
Die MSD ist im International Steering Committee der Mars Society vertreten und arbeitet eng mit den anderen europäischen Mars Societies zusammen. Sie organisierte die 12. Europäische Mars-Konferenz, die vom 12. bis 14. Oktober 2012 an der Universität der Bundeswehr in Neubiberg bei München ausgerichtet wurde.

### Projekt Archimedes
Archimedes ist eine Ballonsonde, die so bemessen ist, dass die Wärmeableitung beim Eintritt in die Atmosphäre und weiterhin das langsame Absinken bis zum Boden mit geringstem Gewicht kombiniert werden. Bereits 2003 begannen Verpackungs- und Entfaltungstests, es folgten Zero-G-Tests und im April 2006 und Oktober 2008 Weltraumtests: 
- Beim Flugversuch REGINA (REsidual Gas INflation test für Archimedes) wurde 2006 ein Modell des Entfaltungssystems auf der Höhenforschungsrakete REXUS-3 von der Esrange in Kiruna, Schweden, in 90 km Höhe gebracht und unter Weltraumbedingungen getestet.

- MIRIAM-1 (Main Inflated Reentry Into the Atmosphere Mission Test) folgte im Oktober 2008. Hier wurde ebenfalls in Kiruna gestartet, wobei der komplette Funktionszyklus des Systems vom Aufblasen des Ballons bis zum Eintritt in die Atmosphäre einschließlich der Datenübertragung getestet wurde. Dazu wurde mit einer REXUS-4-Rakete ein Ballon mit vier Metern Durchmesser mit Sensoren und Kameras auf 140 km Höhe gebracht. Der Versuch verlief nicht vollständig wie geplant, zeigte jedoch die einwandfreie Funktion der wesentlichen Komponenten und lieferte wichtige Sensordaten und Bilder für den Entfaltungsprozess.

Eine weitere Mission MIRIAM-2 soll 2018/2019 in den Weltraum starten. Die DLR-MoRaBa stellt dafür einen passenden Träger und die gesamte Startkampagne in Kiruna zur Verfügung. Für einen Flug zum Mars mit AMSAT-P5A steht noch kein Datum fest.